# Moravany (Pardubicei járás)
Moravany település Csehországban, a Pardubicei járásban. Moravany Bořice, Chroustovice, Dašice, Slepotice, Uhersko, Dolní Roveň és Kostěnice településekkel határos. Lakosainak száma 1861 fő (2024. január 1.).

## Népesség
A település lakosságának változását az alábbi diagram mutatja:
| Lakosok száma | 1647 | 1894 | 2137 | 1783 | 1844 | 1671 | 1844 | 1868 | 1822 | 1861 |
|               | 1869 | 1890 | 1921 | 1950 | 1980 | 2001 | 2017 | 2019 | 2022 | 2024 |